# K’inich Janaab’ Pakal
K’inich Janaab’ Pakal (Pakal Wielki) (ur. 23 marca 603, zm. 28 sierpnia 683) – władca miasta-państwa Majów tożsamego z dzisiejszymi ruinami Palenque. Na tron wstąpił 26 lipca 615 w wieku 12 lat po zakończeniu wyniszczającej wojny. W czasie swego 68-letniego panowania zdołał ustabilizować państwo i odbudować miasto. W tym czasie zbudowano też wiele piramid i pałaców. Zmarł 28 sierpnia 683 roku, a jego ciało pomalowane cynobrem i ozdobione jadeitową maską złożono w Świątyni Inskrypcji w Palenque.